# Tourenrad

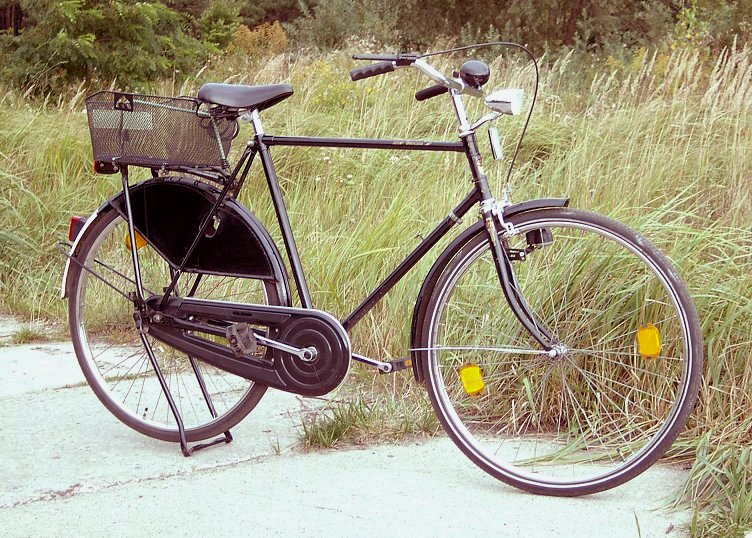
Das Hollandrad ist ein in klassisches Tourenrad

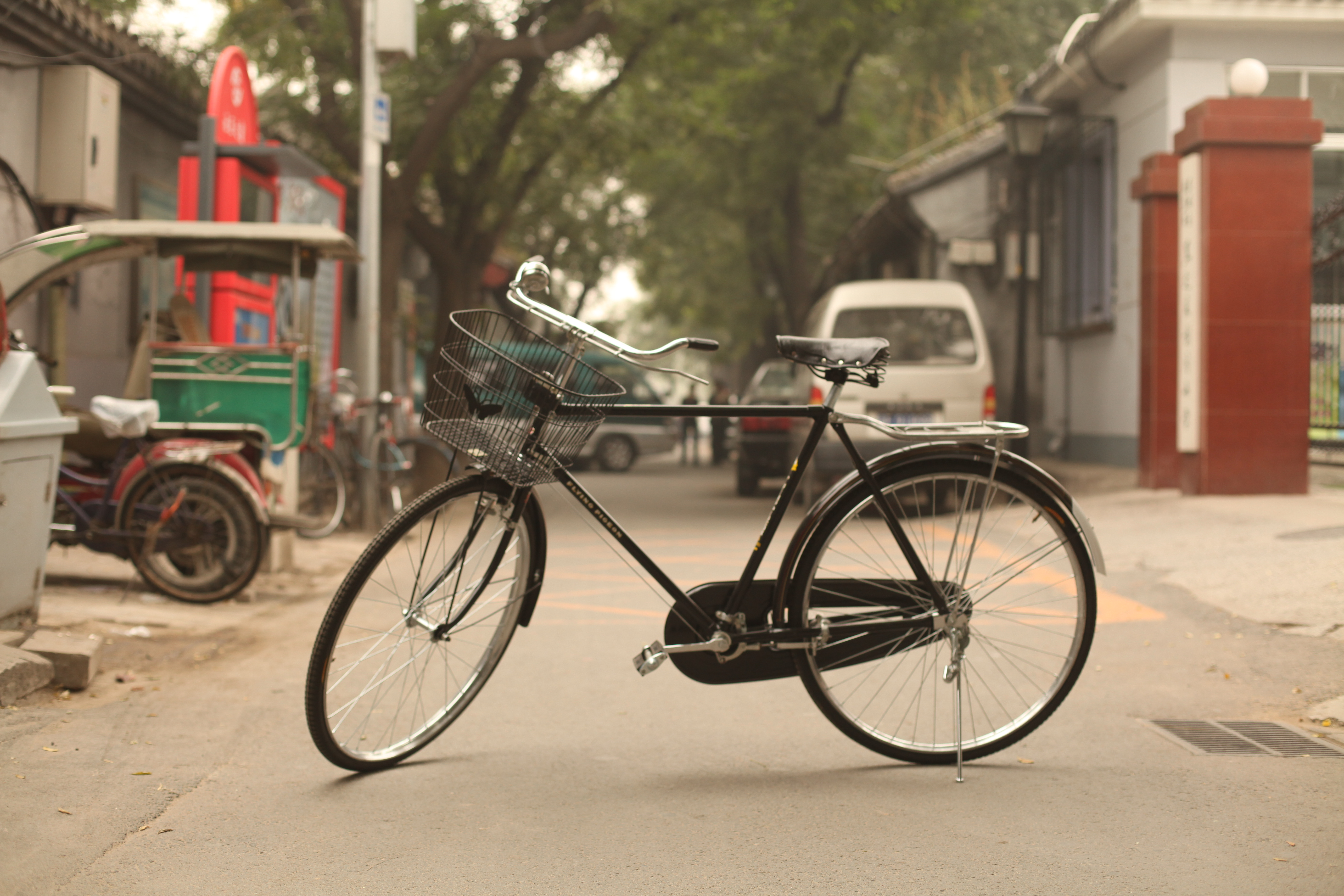
Das chinesische Tourenrad Flying Pigeon PA-02 ist mit über 500 Millionen gebauten Exemplaren das meistproduzierte Fahrzeug der Welt.

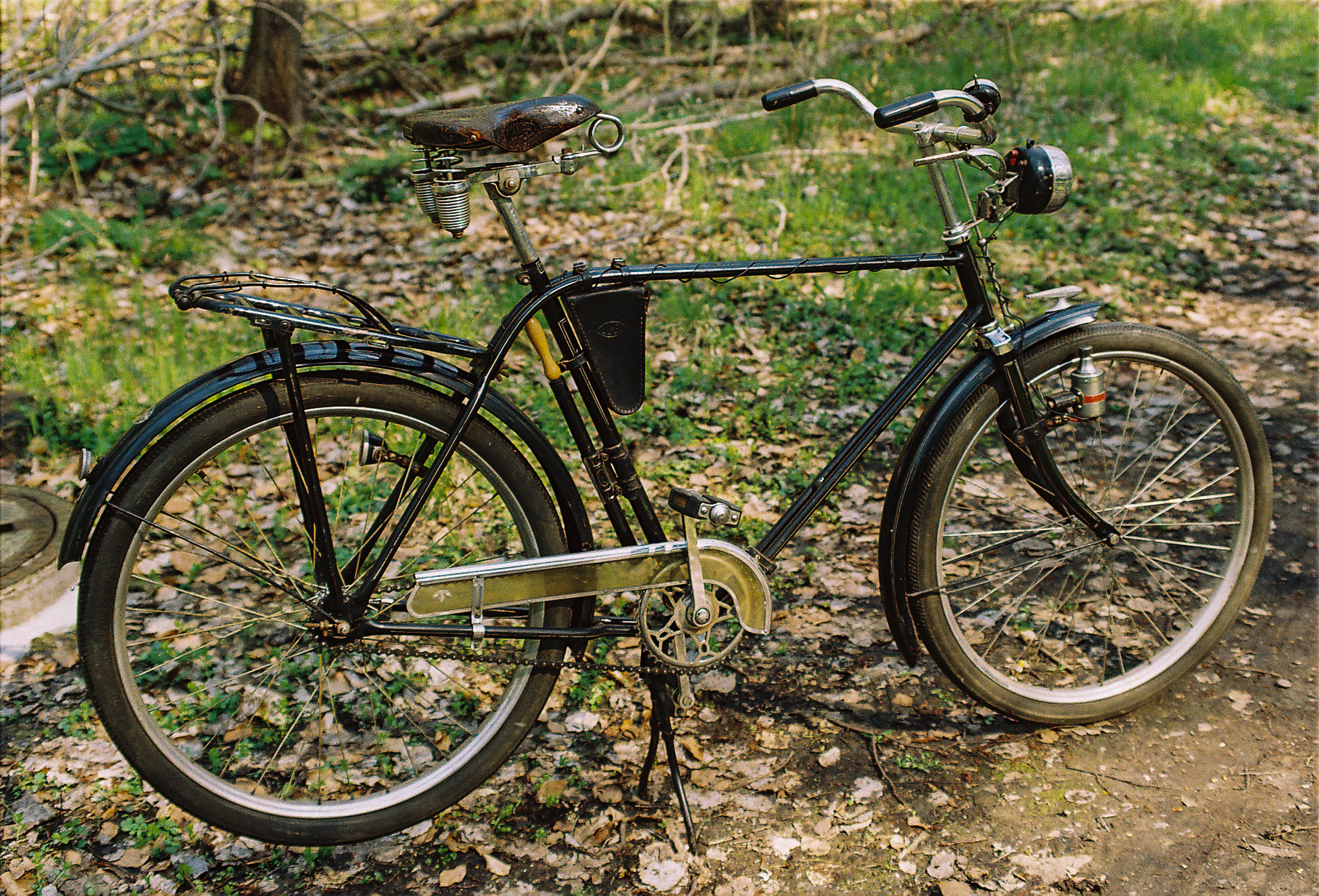
Opel Tourenrad Baujahr 1935. Die vor allem als Automobilhersteller bekannte Firma Opel war in der Zwischenkriegszeit der größte Fahrradproduzent der Welt.

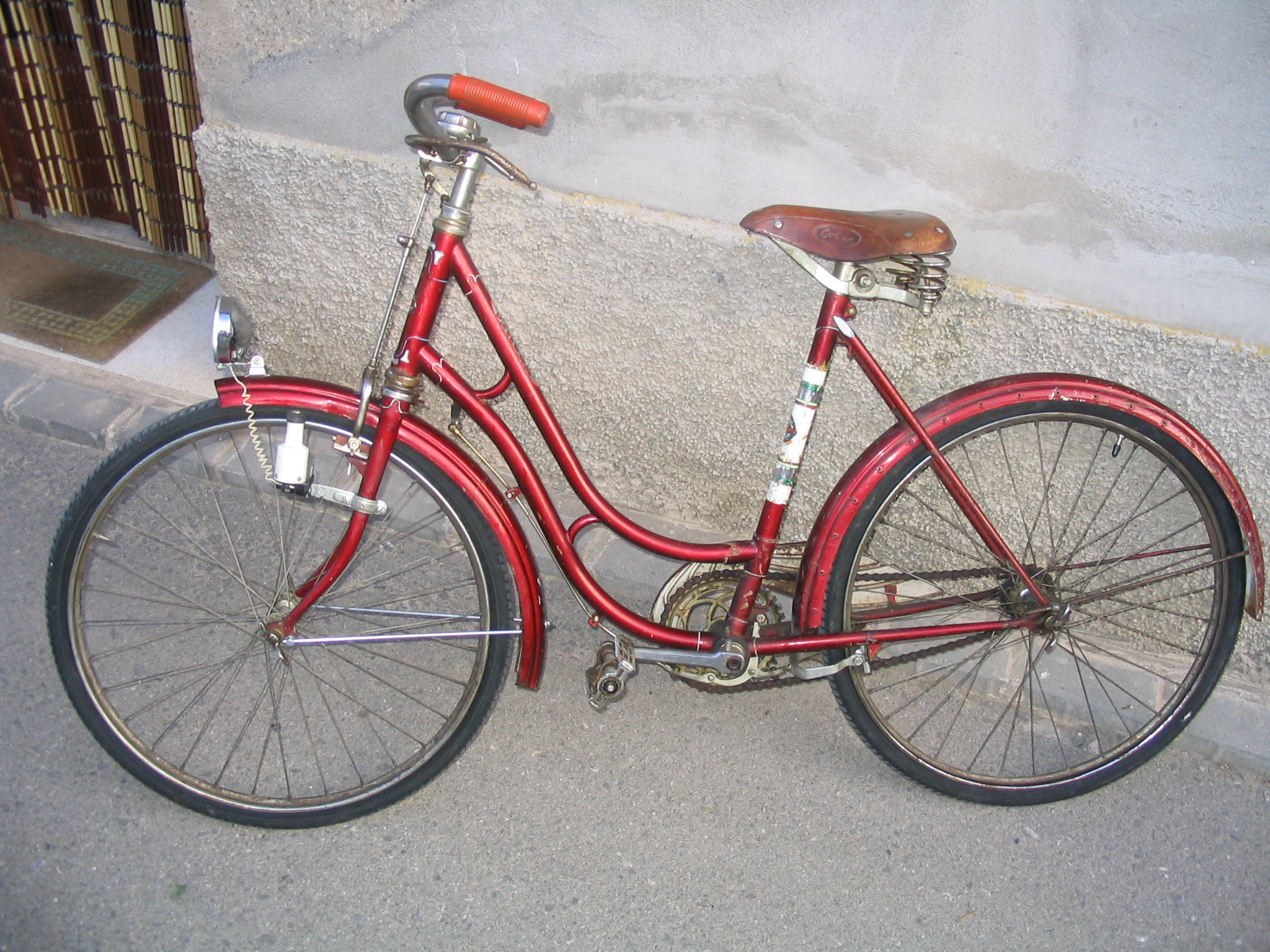
Spanisches Tourenrad in der Ausführung als Damenrad

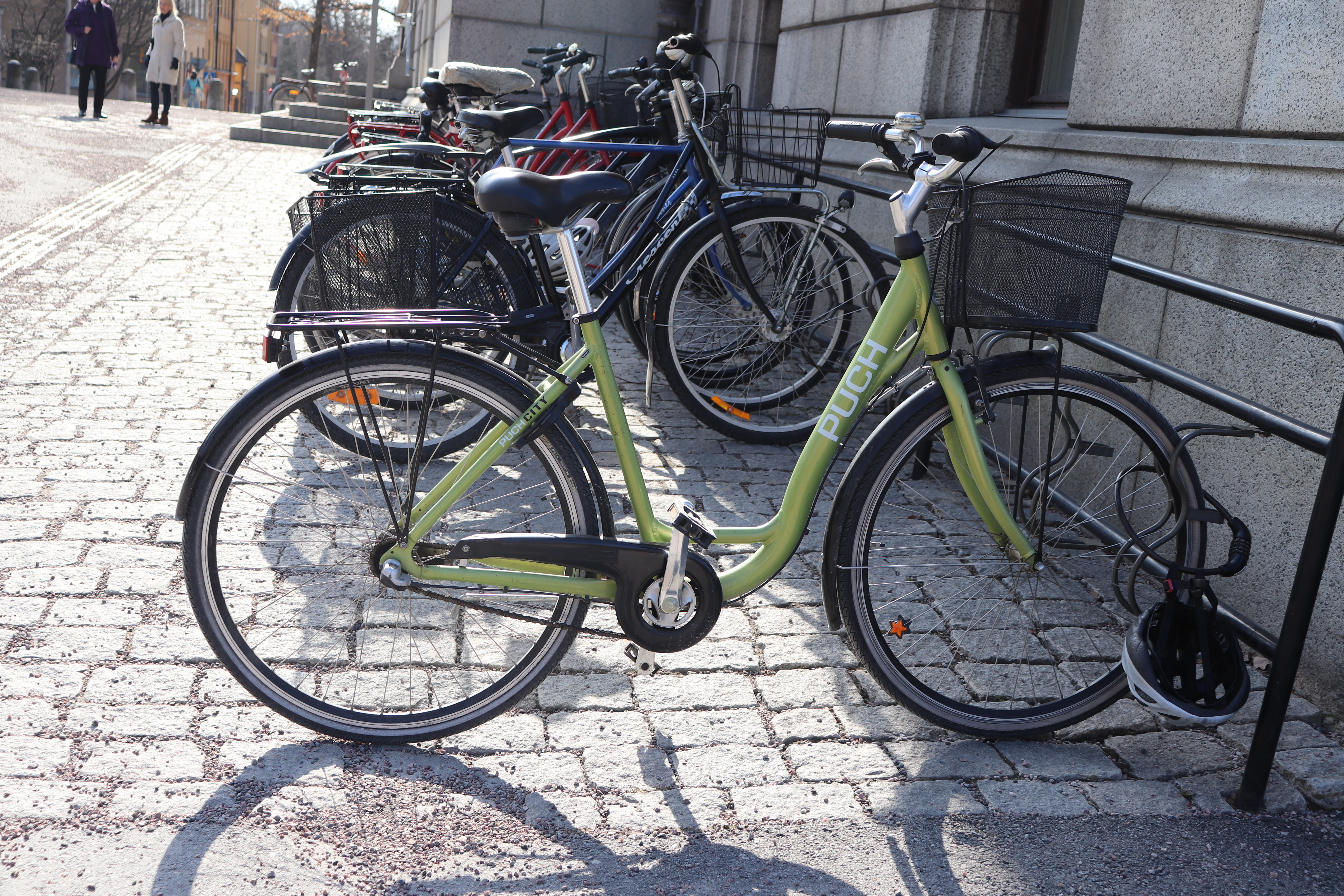
Modernes Stadtrad mit niedrigem Durchstieg

Ein Tourenrad, ist ein Fahrrad, das für die Verwendung als Alltagsverkehrsmittel ausgelegt ist. Tourenräder waren lange Zeit die meistgebauten Fahrräder. Ihrem heutigen praktischen Einsatzgebiet entsprechend werden sie immer öfter auch als Stadtrad oder Citybike bezeichnet. Ein Tourenrad ist nicht mit einem Reiserad (englisch touring bicycle), das auf die speziellen Anforderungen des Reisens abgestimmt ist zu verwechseln. Der Begriff Tourenrad rührt historisch daher, dass die Anforderungen an ein Fahrrad für Touren, insbesondere die Robustheit und Eignung für schlechte Straßen, weitgehend auch den Anforderungen für die Verwendung als Alltagsrad entsprachen.
Merkmale eines Tourenrades sind eine konsequent aufrechte Sitzposition, flacher Steuer- und Sitzwinkel für ruhiges Fahrverhalten, Reifen ab 30 mm Breite und ein Kettenschutz. Der Lenker ist in der Regel breit und geschwungen. Tourenräder haben häufig eine Nabenschaltung sowie eine alltagstaugliche Ausrüstung, wie lackierte Metallschutzbleche, Lichtanlage, Gepäckträger und Einkaufskorb. Bei Damen-Tourenrädern haben sich Rahmen mit besonders tief verlaufendem Rahmenrohr durchgesetzt, sodass ein besonders bequemes Auf- und Absteigen möglich ist.
Viele historische Fahrräder waren Tourenräder. Sie zeichneten sich – abgesehen von den genannten Merkmalen eines Tourenrads – durch einen massiven, recht schweren Rahmen mit einfachen Gabelenden (gerade geschlitzt) aus. Weitere Merkmale waren nach hinten offene Ausfallenden, an der Sitzkopfmuffe angeschraubte Sitzstreben, langer Radstand, Glockentretlager, kräftiger Rohrgepäckträger, Gestänge-Vorderradbremse, großflächiger, gepolsterter Sattel mit Zug- und Druckfedern und kastenförmige Schutzbleche. Diese Bauform des Fahrrads war bis in die 1950er Jahre stark verbreitet. In Österreich wurden sie umgangssprachlich Waffenrad genannt. Das sogenannte Hollandrad ist eine spezielle Form des Tourenrades, die große Ähnlichkeit zu den historischen Tourenrädern aufweist.
Ein Citybike ist ein Stadtrad mit dicken Reifen, Schutzblechen und Gepäckträger. Die Bezeichnung Citybike ist spätestens seit den 1990er Jahren gebräuchlich und wird oft salopp für Fahrräder unterschiedlicher Typen gebraucht, die in vorwiegend entspannter Sitzhaltung in der Stadt gefahren werden.
Heutige Cityräder haben in der Regel einen hohen Lenker mit langem Vorbau, der im Unterschied zum Hollandrad recht weit vorn positioniert ist. Diese Konstellation wird unter anderem vom ADFC als nicht empfehlenswert kritisiert. Neben der verringerten Fahrstabilität und Fahrsicherheit führe die damit verbundene Körperhaltung zu erheblichen Rückenproblemen, vor allem durch die sogenannte Beckenaufrichtung, die das Cityrad begünstigt. Wissenschaftler sind allerdings der Ansicht, dass das aufrechte Sitzen bei Hollandrädern die stärksten Rückenbelastungen aller Fahrradtypen bewirke. Des Weiteren sei die Lenkung weniger gut beherrschbar, je weniger Last sie trage.